# Carl Sonnenschein

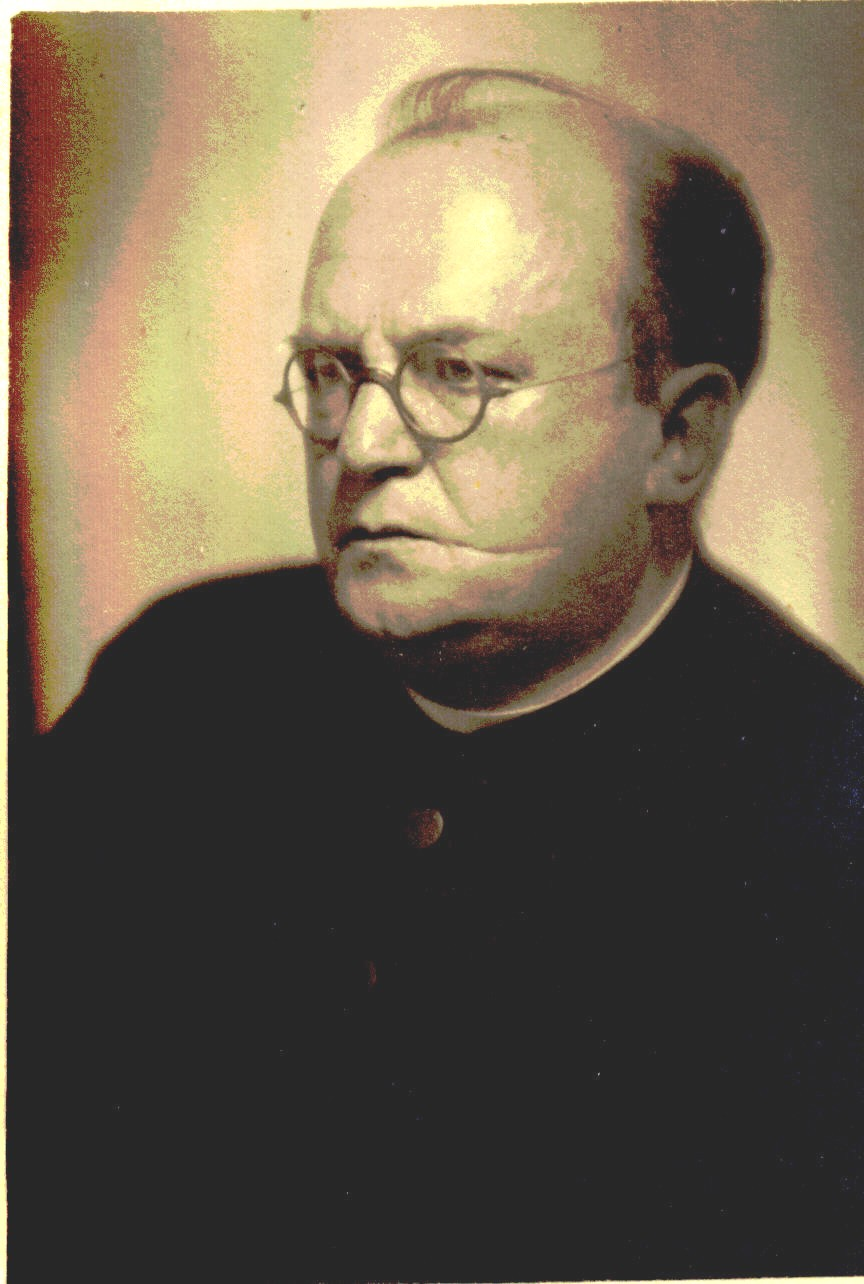
Carl Sonnenschein in Berlin, etwa 1925

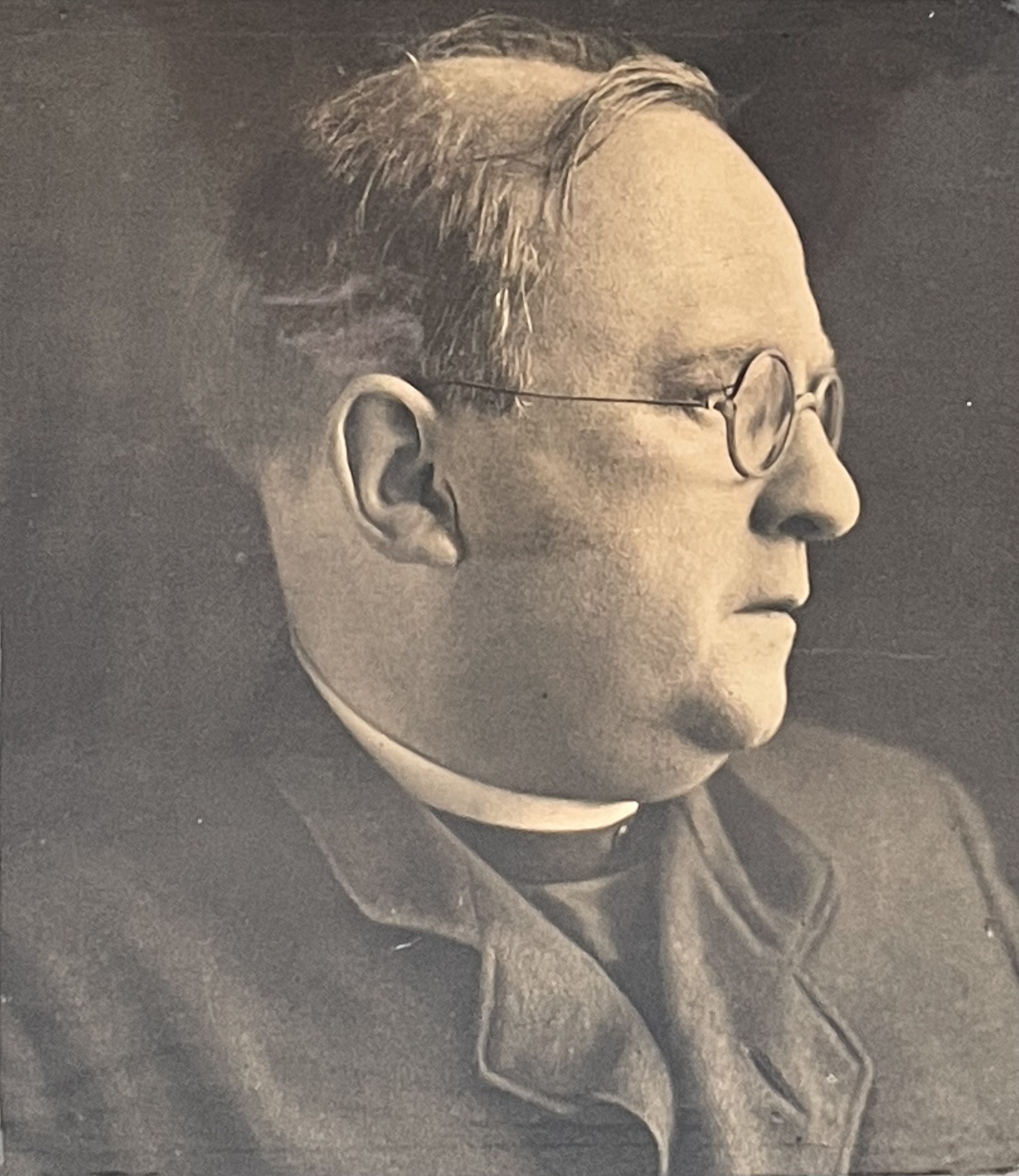
Carl Sonnenschein, Datum unbekannt

Carl Sonnenschein  (* 15. Juli 1876 in Düsseldorf; † 20. Februar 1929 in Berlin) war ein deutscher katholischer Priester, Sozialarbeiter, Publizist und Politiker. Er war Referent beim christlich-sozialen Volksverein für das katholische Deutschland und engagierte sich insbesondere in der Seelsorge und Sozialarbeit im Arbeiter- und Studentenmilieu.

## Leben

### Kindheit
Carl Sonnenschein wurde als Sohn des Klempners und Installateurs Ernst Sonnenschein (1844–1878) sowie dessen Frau Maria geb. Lütgenau (1852–1901) in Düsseldorf geboren. Sein Großvater betreute neben der Klempnerei eine Pilgerherberge im Wallfahrtsort Hardenberg. Sonnenscheins Onkel war Priester und hatte ein Krankenhaus in Borbeck gebaut und eine Kinderspeisung eingerichtet. Als Carl zwei Jahre alt war, starb sein Vater an Krankheitsfolgen aus dem Krieg 1870/71. Die Mutter heiratete 1884 den Klavierstimmer und Musiklehrer Noll, der Carl bei seiner Ausbildung nach Kräften unterstützte.

### Studium
Nach der Reifeprüfung am Düsseldorfer Hohenzollern-Gymnasium, dem heutigen Görres-Gymnasium, studierte er in Bonn und am Collegium Germanicum in Rom, das von Jesuiten geführt wurde. Neben dem Studium erteilte er den armen Kindern der Umgebung Religionsunterricht und wurde bald als „Ragazzibändiger“ bekannt. Er führte auch Besucher durch die Katakomben. 1897 erwarb er den Doktorgrad der Philosophie und 1900 den Doktorgrad der Theologie. Am 28. Oktober 1900 wurde er zum Priester geweiht. Prägend für seine römische Zeit war seine Begegnung mit dem italienischen sozialen politischen Katholizismus. Er wurde später Ehrenmitglied der katholischen Studentenvereine K.St.V. Semnonia Berlin (heute in Osnabrück) und K.St.V. Askania-Burgundia Berlin im KV.

### Arbeit im Rheinland
1901 kehrte Sonnenschein nach Düsseldorf zurück. 1902 wurde er Kaplan in Aachen, 1903 in Köln-Nippes, wo er sich besonders in der Jugendarbeit engagierte. Er gründete eine Berufsberatung und Stellenvermittlung.
1904 wurde er nach Elberfeld versetzt. Sein Engagement galt hier der Mädchenbildung (er befürwortete das Frauenstudium) und der Seelsorge an den Heimarbeiterinnen. Zu seinen Aufgaben gehörte die Betreuung der italienischen Bergarbeiter, denen er eine eigene Zeitung Der Italiener in Deutschland gründete. Er sorgte auch für die Anstellung des ersten Vertreters der Italiener bei der Landesregierung. Als die deutschen Arbeiter streikten, überzeugte Sonnenschein die Italiener, sich nicht als Streikbrecher missbrauchen zu lassen.
Bald war er berüchtigt für seine Neigung, potentielle Spender zu jeder Tages- und Nachtzeit aufzuspüren, und für seine Vergesslichkeit. 1906 wurde er wegen seiner unbequemen politischen Tätigkeit beurlaubt. Er widmete sich nun der literarischen Arbeit und fand schließlich eine Anstellung im Volksverein für das katholische Deutschland in Mönchengladbach, einer Denkfabrik des sozialen Katholizismus. Er unterstützte die christlichen Gewerkschaften, die für ihn ein Stück angewandtes Christentum waren. Wesentliche Anregungen verdankte er seiner Freundschaft mit Elisabeth Gnauck-Kühne.
1908 gründete er das „Sekretariat Sozialer Studentenarbeit“ in Mönchengladbach. Dessen Zeitschrift waren die Sozialen Studentenblätter. In seinem Haus richtete er eine Studentenburse ein und errichtete auch in anderen Städten sozialstudentische Zentralen, die er meist in Gewerkschaftsbüros und Gesellenhäusern unterbrachte. Dabei ließ er sich von den englischen Settlements inspirieren. Er richtete gemeinsame Fortbildungskurse für Studenten und andere Bevölkerungsschichten ein, die zum Vorläufer der katholischen Volkshochschulen wurden.
Während des Ersten Weltkrieges organisierte er Schriften- und Briefaktionen und setzte sich für die flämischen Kriegsgefangenen ein. Den Krieg begrüßte er als Möglichkeit, die Klassengesellschaft zu überwinden. Seine Schriften aus dieser Zeit zeigen ein sonst im katholischen Bereich kaum erreichtes nationalistisches Pathos und lassen jedes Gespür für die Leiden der Soldaten in einem industriell geführten Krieg vermissen.
Nach dem Krieg gründete er in Mönchengladbach ein Akademisches Arbeitsamt für Katholiken.

### Arbeit in Berlin

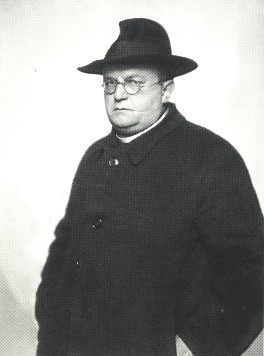
Carl Sonnenschein um 1928 auf einer Fotografie von Nicola Perscheid.

Bei Kriegsende ging Sonnenschein 1918 in den Tagen der Novemberrevolution wahrscheinlich aus Angst vor den anrückenden Belgiern aus Mönchengladbach nach Berlin. Im Sozialen Archiv des Volksvereins eröffnete er sein Büro, mit dem er mehrmals umzog, bis er sich schließlich in der Georgenstraße 44 niederließ.
Berühmt war seine Kartei, in der nicht nur die Hilfsbedürftigen, sondern auch die potentiellen Helfer gründlichst erfasst wurden, ein Zettelkasten der Sozialarbeit. Zu diesem Helferkreis gehörte auch die der russischen Sprache mächtige Bildhauerin Harriet von Rathlef-Keilmann, der Jurist Hubertus Prinz zu Löwenstein und die Dichterin Else Lasker-Schüler. Seine besondere Fürsorge galt der Nachkriegsnot des akademischen Proletariats, ihn bewegte die Berufsentfremdung und das vergeudete Wissenspotential. Auch um die christliche Beisetzung von Selbstmördern kümmerte er sich.
Bis 1925 wurde seine Arbeit vom Volksverein finanziell unterstützt, danach war er auf sich selbst gestellt. Vor allem durch Vorträge und Broschüren verdiente er etwas. 1924 gründete er ein Kirchenblatt für Akademiker, dazu übernahm er das bestehende Katholische Kirchenblatt, dessen publizistisches Gewicht und Auflage er gewaltig steigern konnte.
1923 begann er mit dem Aufbau einer katholischen Volkshochschule, 1926 eröffnete er mit Spendengeldern eine katholische Lesehalle, die er mit Rezensionsexemplaren füllte. Angeregt von seinen Wanderungen rund um Berlin gründete er den „Geschichtsverein katholische Mark“ und gab den Märkischen Kalender heraus. Durch seine Initiative entstanden die Josephs-Siedlung in Tegel und die Siedlung Marienfelde-Mariengarten. Und wie früher unterrichtete er italienische Kinder. Außerdem gründete er den Arbeitskreis Katholischer Künstler. Am 15. April 1928 kam der Theologe Johannes Pinsk als sein Nachfolger nach Berlin.
Der Diözesangeschichtsverein in Berlin geht auf eine gemeinsame Gründung von Carl Sonnenschein, dem Historiker Karl Heinrich Schäfer und Josef Deitmer im Jahr 1928 zurück. Der Verein hat zum Ziel, das Interesse für die lokale Kirchengeschichte zu wecken und zur wissenschaftlichen Erforschung beizutragen.
Die letzten zehn Jahre seines Lebens litt er an Herzmuskelschwäche. Nach seinem Tod wurde er nicht nur von den Katholiken, sondern auch von der jüdischen Gemeinde, den Sozialdemokraten und vielen anderen betrauert.

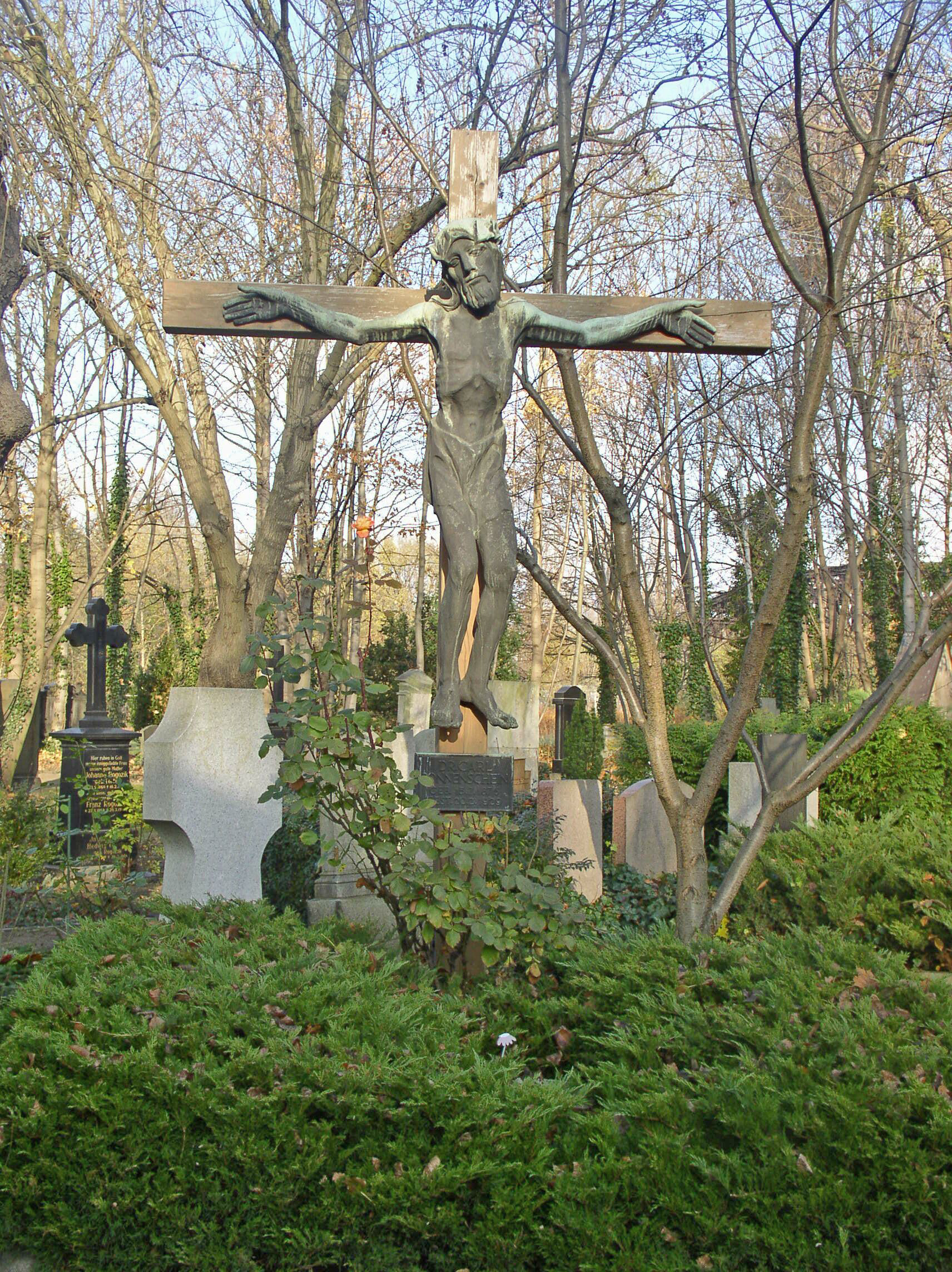
Spätexpressionistischer Christus für das Grab Sonnenscheins von Hans Perathoner 1935, Alter Domfriedhof der St.-Hedwigsgemeinde, Berlin, Liesenstraße

Sonnenschein wurde auf dem Alten Domfriedhof St. Hedwig in Berlin bestattet. Für seine Grabstätte schuf der mit ihm befreundete Bildhauer Hans Perathoner 1935 ein an den Schnitzstil der Spätgotik angelehntes, expressionistisches Bronzekruzifix.
Am 5. Dezember 1984 wurde der Sarg mit dem Leichnam exhumiert, weil die Grabstätte der Verbreiterung des Grenzstreifens zu West-Berlin weichen musste. Der Verstorbene wurde in ein neues Grab unweit der Friedhofskapelle umgebettet.

## Zitate
- Nicht nörgeln! Nicht abseits stehen! Nicht beleidigt sein! Zufassen! Unser Land aus Wirrnis und Not herausführen! Die christliche Kultur des Landes schützen, pflanzen entfalten! Der Demut solcher Arbeit gehört der Segen Gottes. (Notizen, 29. August 1926)
- Kommunisten muß man überflüssig machen. (Maria Grote: Dr. C. Sonnenschein in Berlin, Seite 46)
- Sonnenschein war sowieso für die ganz Feinen eine etwas suspekte Erscheinung, ein Zigeuner der Wohltätigkeit. Kurt Tucholsky[4]

## Schriften
- Notizen (Weltstadtbetrachtungen). Berlin 1926 bis 1928.
- Sonntagsevangelien (Erklärungen). Berlin 1928.

## Nach Carl Sonnenschein benannte Auszeichnungen

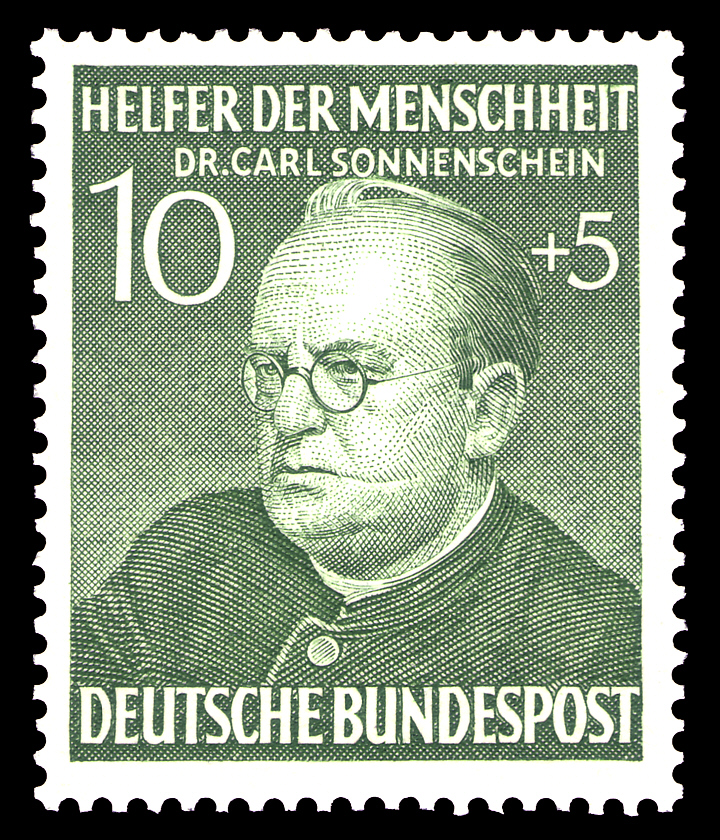
Briefmarke (1952) der Serie Helfer der Menschheit

Der Kartellverband katholischer deutscher Studentenvereine hat aus Anlass des 100. Geburtstags seines Mitgliedes Carl Sonnenschein 1976 den „Carl-Sonnenschein-Preis“ gestiftet, mit dem in Verfolgung des Verbandsprinzips „Wissenschaft“ jährlich ausgewählte wissenschaftliche Leistungen prämiert werden.
Die Caritas-Gemeinschaftsstiftung Osnabrück vergibt seit 2007 jährlich den nach Carl Sonnenschein benannten „Sonnenschein-Preis“ für karitatives Engagement.

## Widmungen

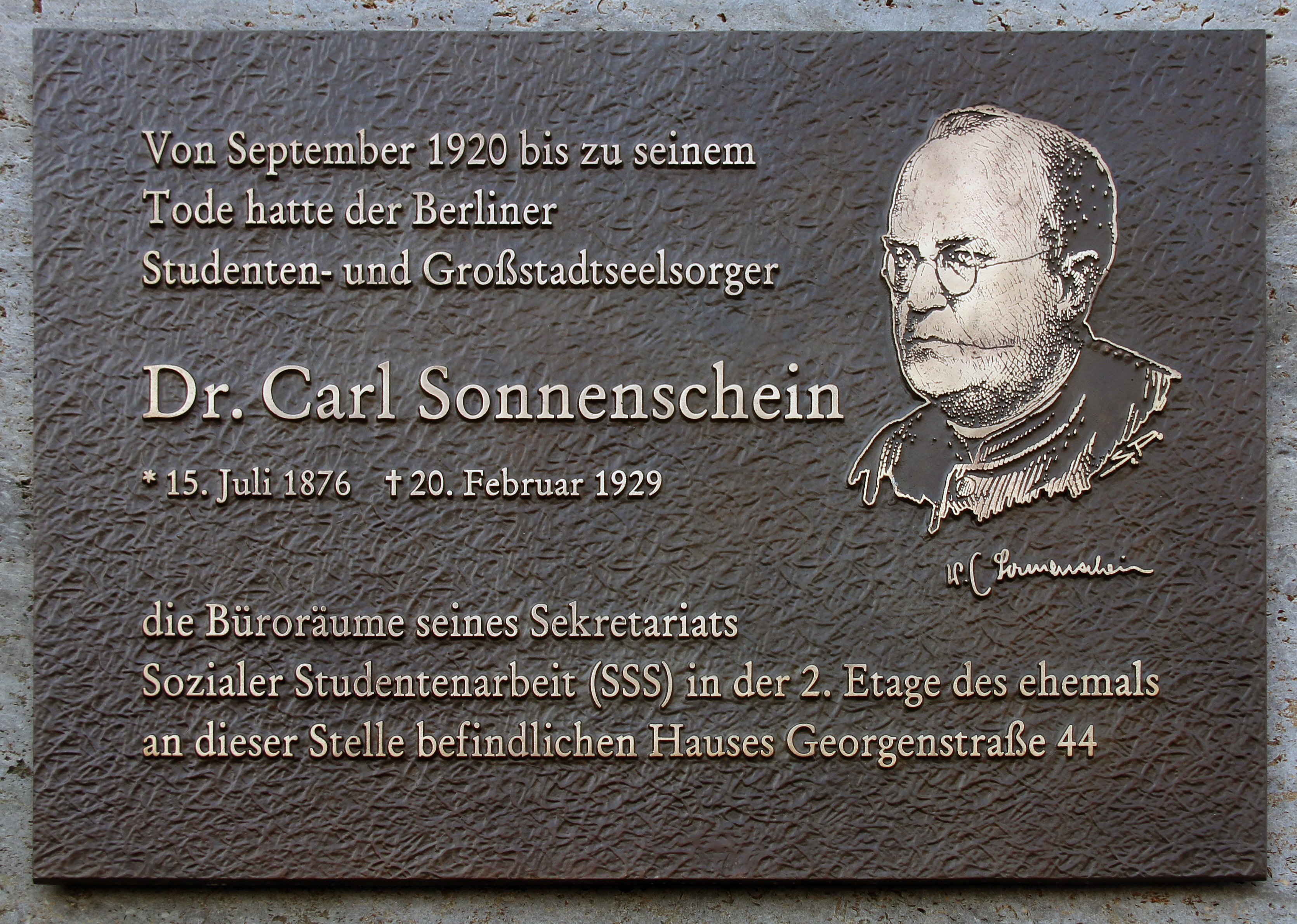
Gedenktafel am Haus, Georgenstraße 44, in Berlin-Mitte

Nach Carl Sonnenschein wurden benannt:
- Schulen in den Düsseldorfer Stadtteilen Unterbach und Mörsenbroich, in Mönchengladbach, Iserlohn, Bergheim, Schweinfurt, Berlin-Mariendorf, bis 2011 in Gelsenkirchen-Schalke sowie bis 2014 in Marl.
- Straßen unter anderem in Forst, Hövelhof, Düsseldorf, Frankfurt, Bocholt, Neuss, Krefeld, Grevenbroich, Andernach, Bergheim, Bergisch Gladbach, Langenfeld (Rheinland), Dormagen, Leonberg, Arnsberg, Worms, Nettetal, Meppen, Viersen und Paderborn.
- im Frankfurter Stadtteil Sossenheim neben einer Straße die zugehörige Siedlung mit 2.500 Einwohnern.[8]
- das Carl-Sonnenschein-Haus, Stephanstraße 20, 52064 Aachen.
- ein von der Caritas geführtes Männer/Frauen-Wohnheim in Oberhausen.
- eine ebenfalls von der Caritas geführte Einrichtung in Fritzlar mit zahlreichen Hilfsangeboten für Kinder und Jugendliche namens „Haus-Carl-Sonnenschein“.
- ein Jugendwohnheim im Kölner Stadtteil Nippes, welches den Namen Carl-Sonnenschein-Haus trägt.
- ein Studentenwohnheim in Tübingen unter der Leitung der KHG Tübingen.

Else Lasker-Schüler schrieb das Gedicht Carl Sonnenschein, welches von Sofia Gubaidulina 1994 unter dem Titel „Ein Engel...“ für Alt und Kontrabass vertont wurde.
Am 3. Juli 2014 wurde an seinem ehemaligen Büro, Berlin-Mitte, Georgenstraße 44, eine Gedenktafel angebracht.